# المرتزقة السويسريون

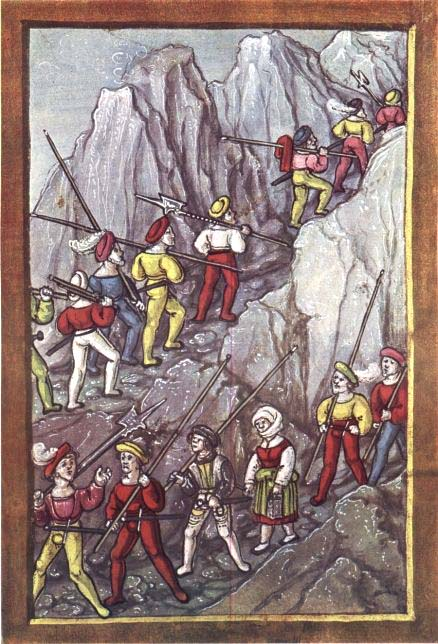
المرتزقة السويسريون عابرين الألب

المرتزقة السويسريون كانوا عبارة عن جنود معروفون بخدمتهم في الجيوش الأجنبية وخصوصاً جيوش ملوك فرنسا خلال الفترة الحديثة المبكرة من التاريخ الأوروبي من العصور الوسطى وحتى عصر التنوير الأوروبي. كانت خدمتهم كمرتزقة في أوجها خلال عصر النهضة حيث جعلت قدراتهم في ساحة المعركة منهم مرغوبين كقوات مرتزقة.
في مسرحية هاملت من تأليف ويليام شكسبير، في الفصل الرابع، المشهد الخامس سمى المرتزقة السويسريين "Switzers".